# Consell General de l'Avairon

Logo del Consell General

El Consell General de l'Avairon (occità Conselh general de l'Avairon) és l'assemblea deliberant executiva del departament francès de l'Avairon, a la regió d'Occitània. La seu es troba a Rodés (Avairon) i des de 2008 el president és Jean-Claude Luche (UMP).

## Antics presidents
- Raymond Bonnefous (1945-1976)
- Jean Puech (1976-2008)
- Jean-Claude Luche

## Composició
El març de 2008 el Consell General de l'Avairon era constituït per 46 elegits pels 46 cantons de l'Avairon.
| Partit                                     | Sigles | Electes |
| ------------------------------------------ | ------ | ------- |
| Majoria (25 escons)                        |        |         |
| Moviment Demòcrata                         | MoDem  | 1       |
| Unió pel Moviment Popular i Partit Radical | UMP    | 13      |
| Divers Droite - Sans étiquette – MPF       | DVD    | 11      |
| Oposició (21 escons)                       |        |         |
| Les Verts - Europe Ecologie                | EE     | 1       |
| Partit d'Esquerra                          | PG     | 1       |
| Partit Socialista                          | PS     | 14      |
| Divers Gauche                              | DVG    | 5       |
| President del Consell General              |        |         |
| Jean-Claude Luche (UMP)                    |        |         |